# ألان سميث
ألان سميث (بالإنجليزية: Alan Smith)‏ مواليد 21 نوفمبر 1962، هو لاعب كرة قدم بريطاني سابق كان يلعب كمهاجم، شارك خلال مسيرته في 481 مباراة وسجل 168 هدف.

## المسيرة الاحترافية
- منتخب إنجلترا لكرة القدم

### أندية لعب لها
- نادي أرسنال
- ليستر سيتي

## روابط خارجية
- ألان سميث على موقع الاتحاد الأوربي (الإنجليزية)
- ألان سميث على موقع قاعدة بيانات كرة القدم.إي يو (الإنجليزية)
- ألان سميث على موقع ناشيونال فوتبول تيمز (الإنجليزية)
- ألان سميث على موقع Soccerbase.com (لاعب) (الإنجليزية)
- ألان سميث على موقع Soccerway.com (الإنجليزية)
- ألان سميث على موقع عالم كرة القدم.نت (الإنجليزية)